# سيدني وليامز
سيدني وليامز (بالإنجليزية: Sidney Williams)‏ هو كاتب أمريكي، ولد في 1962.